# Диалекты Фарса
Диалекты Фарса — условное название группы диалектов на западе остана Фарс, относящихся к юго-западно-иранской группе, но не входящих в персидский язык. Включает следующие диалекты:
- диалекты таджики (tåǰīkī, «таджикский», не путать с таджикским языком):
  - масарми (Māsaram-e Soflá), сомгуни (Samghān), папуни (Pāponi), бурингуни (Būrenjān) — вблизи г. Казерун
  - гоукошаки (Гоукошак, Gāv Koshāk) — к востоку от Казеруна
  - эрдекани (ардакани; Эрдекан, Ardakān), келати, холлари (хуллари; Khollār) — к северо-западу от г. Шираз
  - ришари (Rīshahr), тенгистани — вблизи г. Бушир
- кондази — близок диалектам таджики; селение Кондази (Kondāzī) к северу от Шираза
- девани (давани, доули) — село Деван (Davān, местное произношение [do:'u: l]), в 8 км к северу от Казеруна у подножия горы Деван
  - † староказерунский диалект (lähǰe-ye käzerūnī-ye qädim) — видимо близкий к девани
- еврейско-ширазский — диалект евреев Шираза (см. также еврейско-иранские языки)